# James Gosling
James Arthur Gosling, OC (n. 19 mai 1955, Calgary, Alberta, Canada) este un canadian specialist în calculatoare, cel mai bine cunoscut ca părintele limbajului de programare Java.

## Onoruri
- 2002: a fost distins The Economist Premiu pentru Inovație.[5]
- 2007: a fost făcut un ofițer al Order of Canada.[6]
- 2013: el a devenit un coleg a Association for Computing Machinery.[7]

## Cărți
- Ken Arnold, James Gosling, David Holmes, The Java Programming Language, Fourth Edition, Addison-Wesley Professional, 2005, ISBN 0-321-34980-6
- James Gosling, Bill Joy, Guy L. Steele Jr., Gilad Bracha, The Java Language Specification, Third Edition, Addison-Wesley Professional, 2005, ISBN 0-321-24678-0
- Ken Arnold, James Gosling, David Holmes, The Java Programming Language, Third Edition, Addison-Wesley Professional, 2000, ISBN 0-201-70433-1
- James Gosling, Bill Joy, Guy L. Steele Jr., Gilad Bracha, The Java Language Specification, Second Edition, Addison-Wesley, 2000, ISBN 0-201-31008-2
- Gregory Bollella (Editor), Benjamin Brosgol, James Gosling, Peter Dibble, Steve Furr, David Hardin, Mark Turnbull, The Real-Time Specification for Java, Addison Wesley Longman, 2000, ISBN 0-201-70323-8
- Ken Arnold, James Gosling, The Java programming language Second Edition, Addison-Wesley, 1997, ISBN 0-201-31006-6
- Ken Arnold, James Gosling, The Java programming language, Addison-Wesley, 1996, ISBN 0-201-63455-4
- James Gosling, Bill Joy, Guy L. Steele Jr., The Java Language Specification, Addison Wesley Publishing Company, 1996, ISBN 0-201-63451-1
- James Gosling, Frank Yellin, The Java Team, The Java Application Programming Interface, Volume 2: Window Toolkit and Applets, Addison-Wesley, 1996, ISBN 0-201-63459-7
- James Gosling, Frank Yellin, The Java Team, The Java Application Programming Interface, Volume 1: Core Packages, Addison-Wesley, 1996, ISBN 0-201-63453-8
- James Gosling, Henry McGilton, The Java language Environment: A white paper Arhivat în 31 octombrie 2017, la Wayback Machine., Sun Microsystems, 1996
- James Gosling, David S. H. Rosenthal, Michelle J. Arden, The NeWS Book : An Introduction to the Network/Extensible Window System (Sun Technical Reference Library), Springer, 1989, ISBN 0-387-96915-2